# Zapata, el sueño del héroe (banda sonora)
Zapata: el sueño del héroe. es la banda sonora de la película mexicana Zapata, el sueño del héroe y fue lanzado en mayo de 2004, para acompañar el lanzamiento de la película. El primer sencillo fue la canción "Lucharé por tu amor" de Alejandro Fernández y alcanzó el top 10 de la lista Billboard Pop Airplay Latin.

## Lista de canciones
1. "Lucharé por tu amor"  Alejandro Fernández - 4:47
2. "Llanto" Celso Piña - 4:06
3. "Igual que yo"  Leonel García - 4:16
4. "Esta vida"  Tres De Copas - 3:54
5. "Quédate en mi"  Lucero - 3:32
6. "La tierra de mi pueblo"  Jaime Camil - 3:56
7. "Morir para vivir" Ana Gabriel - 3:40
8. "Tierra y libertad"  Reyli Barba - 4:09
9. "Zapata Vive"  María María - 3:25
10. "El hombre de maíz" (Instrumental)  Ruy Folguera - 4:10
11. "Guerrero sagrado" (Instrumental)  Ruy Folguera - 5:58

## Posiciones
| Año  | Lista                       | Canción             | Posición | Semanas en lista |
| ---- | --------------------------- | ------------------- | -------- | ---------------- |
| 2004 | Billboard Latin Pop Airplay | Luchare Por Tu Amor | 9        | 26               |
| 2004 | Billboard Hot Latin Songs   | Luchare Por Tu Amor | 19       | 21               |